# Nombre efectiu de partits polítics
El nombre efectiu de partits proporciona una mesura estàndard per a comparar el sistema de partits polítics de diferents països. La idea existent darrere d'aquesta mesura és comptar els partits i el seu pes al mateix temps, recomptant la seua força relativa. Aquesta mesura és especialment útil quan es comparen els sistemes electorals de diferents països, com es fa en el camp de la ciència política. El nombre de partits és igual al nombre efectiu de partits només quan totes les parts tenen el mateix pes representatiu. En qualsevol altre cas, el nombre efectiu de partits és menor que el nombre real de partits. El nombre efectiu de partits s'utilitza freqüentment per a analitzar la fragmentació d'un sistema de partits.
Segons Laakso i Taagepera (1979), el nombre efectiu de partits es pot estimar mitjançant la fórmula següent:
| {\displaystyle N={\frac {1}{\sum _{i=1}^{n}p_{i}^{2}}}} |

On n és el nombre total de partits, {\displaystyle p_{i}^{2}} la proporció de vots (o parlamentaris) de cada partit al quadrat